# Lucas Beltrán
Lucas Beltrán, né le 29 mars 2001 à Córdoba en Argentine, est un footballeur argentin qui évolue au poste d'avant-centre à l'ACF Fiorentina.

## Biographie

### En club
Né à Córdoba en Argentine, Lucas Beltrán est formé par le club local de l'Instituto Córdoba avant de rejoindre l'un des plus grands clubs du pays, River Plate. C'est avec ce club qu'il fait ses débuts professionnel, lors d'un match de championnat face au Gimnasia y Esgrima La Plata le 3 décembre 2018. Il entre en jeu à la place de Camilo Mayada et son équipe l'emporte par trois buts à un.
Le 15 juillet 2021, Lucas Beltrán est prêté pour 18 mois au CA Colón.
Il inscrit son premier but pour Colón le 21 novembre 2021, lors d'une rencontre de championnat face au Racing Club. Titulaire, il permet à son équipe de l'emporter (1-2 score final).
Le 14 août 2023, Lucas Beltrán rejoint le club italien de l'ACF Fiorentina. Il signe un contrat courant jusqu'en juin 2028,.

### En sélection
Le 31 août 2023, Lucas Beltrán est convoqué pour la première fois avec l'équipe nationale d'Argentine par le sélectionneur Lionel Scaloni.